# Jaroslav Franc (motocyklový závodník)
Jaroslav Franc (30. června 1952 – 10. června 1979) byl český silniční motocyklový závodník.

## Závodní kariéra
V Mistrovství Československa silničních motocyklů startoval v letech 1972–1979. Závodil ve třídách do 250 cm³ a 350 cm³ na motocyklech ČZ, Jawa a Yamaha. V roce 1975 vyhrál na Jawě závěrečný závod mistrovství republiky v Kopčanech a v následujícím roce 1976 první mistrovský závod v České Třebové. V roce 1978 vyhrál na Yamaze závod v Jindřichově Hradci. V celkovém hodnocení skončil nejlépe na 4. místě ve třídě do 250 cm³ v roce 1976. Tragicky zemřel následkem havárie při závodu o Hornický kahanec v Těrlicku v roce 1979. V sezóně 1978/79 jezdil i závody na ledové ploché dráze.

## Úspěchy
- Mistrovství Československa silničních motocyklů – celková klasifikace
  - 1972 do 250 cm³ – 6. místo – ČZ
  - 1973 do 250 cm³ – 5. místo – ČZ
  - 1974 do 250 cm³ – 11. místo – ČZ
  - 1975 do 250 cm³ – 6. místo – Jawa
  - 1976 do 250 cm³ – 4. místo – Jawa
  - 1977 do 250 cm³ – 6. místo – Jawa
  - 1977 do 350 cm³ – nebodoval – Jawa
  - 1978 do 250 cm³ – 7. místo – Yamaha
  - 1979 do 250 cm³ – 21. místo – Yamaha